# فرودگاه شگوان گویتو
فرودگاه شگوان گویتو (به انگلیسی: Shaoguan Guitou Airport) یک فرودگاه نظامی و همگانی با کد یاتا HSC است . این فرودگاه در کشور چین قرار دارد .